# Hédi Annabi
Pour les articles homonymes, voir Annabi.
Hédi Annabi (arabe : هادي عنابي), né le 4 septembre 1943 et mort le 12 janvier 2010 à Port-au-Prince, est un diplomate tunisien. Il meurt dans les décombres de l'hôtel Christopher de Port-au-Prince, à la suite du tremblement de terre qui a frappé la capitale d'Haïti.
Il occupe de 2007 à sa mort le poste de représentant spécial du secrétaire général des Nations unies dans le cadre de la mission des Nations unies pour la stabilisation en Haïti (MINUSTAH). Il est auparavant secrétaire général adjoint des Nations unies aux opérations de maintien de la paix de 1997 à 2007.

## Biographie

### Formation
Né le 4 septembre 1943, Annabi obtient un diplôme en science politique de l'Institut d'études politiques de Paris, un diplôme en langue et littérature anglaises de l'université de Tunis et un diplôme en relations internationales de l'Institut de hautes études internationales de Genève.

### Fonctionnaire international
Il fait alors son entrée au ministère des Affaires étrangères tunisien, où il sert comme conseiller diplomatique auprès du Premier ministre Hédi Nouira, avant d'être nommé à la tête de l'agence Tunis Afrique Presse en 1979.
Il rejoint l'Organisation des Nations unies en février 1981 en tant que principal officer au bureau du représentant spécial du secrétaire général pour les affaires humanitaires en Asie du Sud-Est, avant d'être nommé directeur de ce bureau. Entre 1982 et 1991, il est étroitement associé aux efforts du secrétaire général et de son représentant spécial pour contribuer à la conclusion d'un accord politique concernant la situation du Cambodge. À la suite de la signature des accords de Paris en octobre 1991, il est impliqué dans les préparatifs pour l'établissement de l'Autorité provisoire des Nations unies au Cambodge (UNTAC). Annabi rejoint le département des opérations de maintien de la paix (DPKO) en 1992 et y devient directeur de la division Afrique entre 1993 et 1997. Il est alors désigné au bureau des opérations du DPKO, comme officer-in-charge, en juin 1996.
Nommé secrétaire général adjoint des Nations unies aux opérations de maintien de la paix le 28 janvier 1997, il prend la tête de la MINUSTAH le 1er septembre 2007.

### Mort
Le 12 janvier 2010, Haïti est frappée par un violent séisme ; l'hôtel Christopher de Port-au-Prince, abritant le quartier général la MINUSTAH est dévasté. Selon les informations fournies par Bernard Kouchner, ministre français des Affaires étrangères, Hédi Annabi ainsi qu'une partie du personnel se trouvant à l'intérieur des bâtiments seraient morts.
Le président haïtien René Préval confirme la mort de Hédi Annabi le 13, ce que l'Organisation des Nations unies refuse de faire jusqu'au 16, où sa mort ainsi que celle de son adjoint brésilien sont avérées. La dépouille est finalement rapatriée via New York pour arriver à Tunis le 21,. Il est inhumé le lendemain au cimetière du Djellaz en présence du ministre tunisien des Affaires étrangères Kamel Morjane qui prononce l'oraison funèbre.